# Prince Polley
Prince Opoku Bismark Polley Sampene (ur. 4 maja 1969 w Akrze) – ghański piłkarz grający na pozycji napastnika. W swojej karierze rozegrał 13 meczów i strzelił 6 goli w reprezentacji Ghany.

## Kariera klubowa
Swoją karierę piłkarską Polley rozpoczął w klubie Asante Kotoko SC. W 1986 roku zadebiutował w jego barwach w ghańskiej pierwszej lidze. W latach 1986 i 1987 wywalczył z nim dwa tytuły mistrza Ghany z rzędu.
W 1988 roku Polley został zawodnikiem holenderskiej Sparty Rotterdam. Swój debiut w niej w Eredivisie zaliczył 12 maja 1989 w przegranym 1:3 domowym meczu z Feyenoordem. W Sparcie grał również w sezonie 1989/1990.
Latem 1991 Polley przeszedł do belgijskiego Beerschotu VAV. Swój debiut w nim zanotował 17 sierpnia 1990 w przegranym 1:7 wyjazdowym meczu ze Standardem Liège. Na koniec sezonu 1991/1992 spadł z Beerschotem do drugiej ligi.
Po spadku Beerschotu Polley został piłkarzem Germinalu Ekeren, w którym zadebiutował 20 sierpnia 1991 w przegranym 0:1 domowym spotkaniu z KV Mechelen. W Germinalu grał przez rok.
W 1992 roku Polley wrócił do Holandii i został zawodnikiem FC Twente. Swój debiut w nim zaliczył 15 sierpnia 1992 w przegranym 0:5 domowym meczu z Feyenoordem. W klubie z Enschede spędził dwa sezony.
Latem 1994 Polley został piłkarzem sc Heerenveen. 15 października 1994 zaliczył w nim debiut w przegranym 1:3 wyjazdowym meczu z PSV. W debiucie strzelił gola. Zawodnikiem Heerenveen był przez rok. Latem 1995 odszedł do drugoligowego Excelsioru Rotterdam, w którym spędził dwa lata.
W latach 1997–1999 Polley pozostawał bez klubu. W marcu 1999 podpisał kontrakt ze szwajcarskim FC Aarau. Zadebiutował w nim 10 kwietnia 1999 w przegranym 1:3 wyjazdowym meczu z Étoile Carouge FC. Po sezonie 1998/1999 zakończył karierę.
| Sezon   | Klub                | Kraj       | Rozgrywki          | Mecze | Bramki |
| ------- | ------------------- | ---------- | ------------------ | ----- | ------ |
| 1986    | Asante Kotoko SC    | Ghana      | Premier League     | ?     | ?      |
| 1987    | Asante Kotoko SC    | Ghana      | Premier League     | ?     | ?      |
| 1988/89 | Sparta Rotterdam    | Holandia   | Eredivisie         | 2     | 0      |
| 1989/90 | Sparta Rotterdam    | Holandia   | Eredivisie         | 28    | 16     |
| 1990/91 | Beerschot VAV       | Belgia     | Eerste klasse      | 28    | 7      |
| 1991/92 | Germinal Ekeren     | Belgia     | Eerste klasse      | 20    | 7      |
| 1992/93 | FC Twente           | Holandia   | Eredivisie         | 29    | 11     |
| 1993/94 | FC Twente           | Holandia   | Eredivisie         | 25    | 9      |
| 1994/95 | sc Heerenveen       | Holandia   | Eredivisie         | 19    | 2      |
| 1995/96 | Excelsior Rotterdam | Holandia   | Eerste divisie     | 20    | 3      |
| 1996/97 | Excelsior Rotterdam | Holandia   | Eerste divisie]    | 4     | 1      |
| 1998/88 | FC Aarau            | Szwajcaria | Swiss Super League | 9     | 4      |

## Kariera reprezentacyjna
W reprezentacji Ghany Polley zadebiutował 30 września 1990 w wygranym 1:0 meczu kwalifikacji do Pucharu Narodów Afryki 1992 z Togo, rozegranym w Lomé. W 1992 roku powołano go do kadry na Puchar Narodów Afryki 1992. Wystąpił na nim jedynie w półfinałowym meczu z Nigerią (2:1), w którym strzelił gola. Z Ghaną wywalczył wicemistrzostwo Afryki.
W 1994 roku Polley został powołany do kadry Ghany na Puchar Narodów Afryki 1994. Wystąpił na nim dwukrotnie: w grupowym meczu z Senegalem (1:0, strzelił w nim gola) i ćwierćfinale z Wybrzeżem Kości Słoniowej (1:2). Od 1990 do 1995 roku rozegrał w kadrze narodowej 13 meczów i strzelił 6 goli.